# Гітлум
Гітлум (синд. Hitlum; кв. Gisilome — Земля Імли) — край у легендаріумі Дж. Р. Р. Толкіна, що існував до кінця Першої епохи на північний захід від Белеріанду, та королівство нольдорів на чолі з королями Фінґольфіном та Фінґоном, розташоване в цій області до Нірнаед-Арноедіад.

## Географія
Свою назву Гітлум отримав через хмари, що надсилав Моргот. До кінця облоги Ангбанду, тут був чудовий край з прохолодним вологим і дощовим літом та сніжною морозною зимою.

### Еред-Ломін
На заході край упирався в гірський хребет Еред-Ломін (Гори Відлуння), що шеренгами стояли біля моря і відокремлювали Гітлум від землі Ламот (Луна). Таку назву гори та земля на узбережжі отримали тому, що в цих місцях Моргот відмовився павучисі Унголіант віддавати Сильмарили і, будучи обплетеним нею, підняв жахливий крик, на який прибули балроги. Вогненими батогами вони звільнили свого володаря. З півдня вглиб континенту різко вдавалася затока Дренгіст, поблизу якої у Лосгарі Феанор спалив захоплені в телерів кораблі. Зі сходу  затока звужувалась, переходячи в ущелину Кіріт-Нініах (Веселкова розколина), якою до Дренгісту впадала невеличка річка. 

### Еред-Ветрін
Зі сходу та півдня Гітлум оточував хребет Еред-Ветрін, Тінисті Гори, котрі виходили до Ард-Галену та Долини Сіріону. З південних схилів  до Белеріанду збігали річки (з озера Ейтель-Іврин) Нарог, Тейглін, Малдуін, Сіріон та декілька їхніх приток. Біля витоку Сіріону нолдори збудували твердиню Ейтель-Сіріон (Джерела Сіріону), що була столицею королівства Гітлум.

### Мітрім
У східній частині Гітлуму розташувався край Мітрім. З заходу він був оточений горами Еред-Ветрін, а з південного сходу їх відрогом — горами Мітріму. Зі схилів гір витікали декілька річок, що впадали до великої внутрішньої водойми — озера Мітрім, розташованого у центрі. 

### Дор-Ломін
Південна частина Гітлуму отримала назву Дор-Ломін (Земля Відлуння). З півночі його землі обмежувала річка Кіріт-Нініах, а з півдня — гори Еред-Ветрін. Річок у Дор-Ломіні було дуже мало. З них була відомою тільки Нен-Лалайт, поблизу якої розташовувався дім вождя людей з народу Гадора Гуріна.  

### Невраст
Невраст (Поближній Берег) розташовувався південнше затоки Дренгіст. З заходу землю оточувало море Белегаер, а з півночі та півдня — пагорби, що переходили в Еред-Ветрін. На південному заході краю розташувався бескид Терас, де  у чертогах Віньямару тривалий час жив Тургон. У центрі Невраста посеред боліт розташувалось озеро Лінаевен, де жило багато пташок. Інших водойм у краї не було. Оскільки над Неврастом віяли теплі дощові вітри з моря, тоді як над північнішими землями панували холодні північні вітри, то багато ельфів вважали, що Невраст швидше належить до Белеріанду, а не до Гітлуму.

## Населення
Першими мешканцями краю стали сірі ельфи, або синдари. Вони прийшли сюди в Епоху Дерев і оселилися у східній його частині, на берегах озера, що отримало назву Мітрім (Сіре).  
Після виходу нолдор з Валінору і прибуття їх до Середзем'я у 1497 р. Епохи Дерев, елдари з Домів Феанора, Фінґольфіна та Фінарфіна розбили табір біля озера Мітрім на сході Гітлуму. Після переможної другої битви, названої Дагор-нуїн-Гіліат (Підзоряна Битва), та загибелі Феанора в Гітлумі було засновано королівство нолдорів Півночі. Першим королем його став звідний брат Феанора Фінґольфін, що після порятунку з полону Маедроса був визнаний верховним королем нолдорів. Більшість нольдорів Фінґольфіна оселилась у Мітрімі. 
У центральній частині Гітлуму та Дор-Ломіні знаходився уділ старшого сина Фінґольфіна — Фінґона Відважного. Згодом Дор-Ломін був відданий вождеві третього народу аданів Гадору Золотоволосому і став домівкою цих людей. Практично у всіх походах та битвах, які вели нолдори Гітлуму, активну участь брули люди Дор-Ломіну на чолі зі своїми вождями, що обороняли своїх суверенів.
У Віньямарі та Неврасті тривалий час жив народ середнього сина Фінґольфіна — Тургона. Після зведення потаємного міста Гондолін ельфи Тургона покинули край, і він спорожнів. 
Унаслідок загибелі королівства нолдорів Півночі в ході Нірноед-Арноедіад Гітлум був захоплений армію Моргота і заселений східнянами з народу Улфанга Чорного.

## Історія
В Епоху Дерев частина синдарів дісталася Гітлуму й оселилася в Мітрімі.
Після виходу нолдор з Валінору і прибуття їх до Середзем'я у 1497 р. Епохи Дерев елдари з Домів Феанора, Фінґольфіна та Фінарфіна розбили табір біля озера Мітрім на сході Гітлуму. Після переможної другої битви, названої Дагор-нуїн-Гіліат (Підзоряна Битва) та загибелі Феанора в Гітлумі було засновано королівство нолдорів Півночі. Першим королем його став звідний брат Феанора Фінґольфін, що після порятунку з полону Маедроса був визнаний верховним королем нолдорів.
Столицею королівства була фортеця Барад-Ейтель (синд. Barad-Eytel — Вежа Джерела), або Ейтель-Сіріон (синд. Eytel-Sirion — Джерело Сіріону), збудована на південних схилах Еред-Ветрін біля джерела, з якого витікав Сіріон. Найнаселенішою частиною краю був Мітрім, де довкола озера продовжували жити синдари та оселились новоприбулі нолдори. Після Дагор-Браголлах (Битва Раптового Полум'я) Ейтель-Сіріон було взято в облогу, але місто вдалось відстояти завдяки героїзму людей народу Гадора, вождь якого Галдор Високий загинув у тій битві. Упевнений у швидкій загибелі всіх королівств Белеріанду, Фінґольфін відправився на поєдинок з Морготом і загинув у ньому. Королівством нолдорів Гітлуму став правити його син Фінґон.          
Після Нірнаед-Арноедіад (Битва Незліченних Сліз), у якій загинули більшість нолдорів Гітлуму разом з королем Фінґоном та всі чоловіки з народу Гадора (крім вождя Гуріна), Гітлум було захоплено армією Моргота. У цьому краї він оселив східнян з народу Улфанга Чорного, що зрадили синів Феанора під час битви. За свою зраду елдарів лихолюдці сподівались отримати кращі землі на півдні, але Гітлум став їх резервацією, бо Темний Володар заборонив їм виходити за межі краю. Ельфів Гітлуму (крім населення Мітріму, що певний час ще відстоювало свою свободу) Моргот зробив рабами на копальнях Ангбанду, а жінки та діти народу Гадора потрапили в рабство до східнян. Рабства уникли лише родина Гуріна, оскільки східняни не наважились зачепити його дружину Морвен, яку вважали відьмою, що знається з Білими Демонами (тобто ельфами) та вдова Гуора Ріан, що стала матір'ю Туора, котру переховували ельфи Мітріму, яким до пори вдалось відстояти свою свободу.          
Унаслідок Війни Гніву Гітлум був зруйнований, і разом з землями Белеріанду його поглинуло море Белегаер.

## Цікавий факт
13 листопада 2012 року Міжнародний астрономічний союз  затвердив назву гори Мітрім для гірського хребта на Титані, найбільшому супутникові Сатурна.